# Молинацо (Милано)
Молинацо је насеље у Италији у округу Милано, региону Ломбардија.
Према процени из 2011. у насељу је живело 32 становника. Насеље се налази на надморској висини од 91 м.